# Томас Рей (крикетист)
Томас Рей (народився близько 1770 р., ймовірно, в Беркширі; дата та місце смерті невідомі) — англійський гравець у крикет, який грав переважно за Беркшир і Міддлсекс. Він багато років працював у Marylebone Cricket Club (MCC) як професіонал, що, ймовірно, тренував членів.
Рей був хорошим гравцем з битою, але в основному відзначився своїм видатним філдингом. Відома кар’єра Рея з 81 головного матчу тривала з 1792 по 1811 рік.

## Зовнішні джерела
- CricketArchive

## Читайте також
- Дж. Б. Баклі, «Нове світло на крикет 18 століття», Коттерелл, 1935 р.
- Артур Хейгарт, Музика та біографії, Том 1 (1744–1826), Ліллівайт, 1862
- Г. Т. Вагорн, Світанок крикету, Electric Press, 1906